# Francisco Javier Ayala Carcedo
Francisco Javier Ayala Carcedo (Burgos, 12 de septiembre de 1948-Ibidem., 29 de noviembre de 2004) fue un ingeniero de minas, e investigador del Instituto Geológico y Minero de España, especialista en riesgos geológicos y pionero en el estudio del cambio climático sobre los ríos españoles.

## Biografía
La familia de Francisco Javier Ayala Carcedo vivía en Villamiel de la Sierra (Burgos), por lo que él debió trasladarse  a realizar sus estudios a la capital provincial. Posteriormente cursó la carrera de   Ingeniería de Minas en la Escuela Técnica Superior de Ingenieros de Minas de Madrid, carrera que finalizó en 1971. Poco después se trasladó a Chile, donde llevó a cabo su labor profesional como ingeniero. Al ser militante del Partido Socialista Chileno fue detenido  por los militares sublevados durante del golpe de Pinochet contra el gobierno legítimo el 11 de septiembre de 1973, fue torturado y  encerrado en el Estadio Nacional de Santiago, siendo liberado gracias a las gestiones del embajador español  Enrique Pérez Hernández, pudiendo volver a España, donde realizó su carrera posterior. En 1990 obtuvo  el grado de doctor por la Universidad Politécnica de Madrid. Su Tesis Doctoral, titulada "Investigación sobre cartografía integral de riesgos geológicos para ordenación del territorio", recibió el premio de la Real Academia de Doctores.

## Labor científica
Desarrolló su principal tarea científica dentro del campo de la prevención de riesgos geológicos y de la ordenación del territorio, siendo además profesor de Riesgos Ambientales en la Universidad Politécnica de Madrid. En 1985 fue nombrado miembro de la  Comisión Nacional de Normas Sismoresistentes, y en  1991 formó parte del Comité Técnico del Decenio Internacional para la Reducción de los Desastres Naturales. Desde 1978 a 1983 fue miembro de la Comisión Interministerial para el Medio Ambiente Atmosférico. Fue asesor del Panel Intergubernamental para el Cambio Climático de las Naciones Unidas.
Interesado también en la historia de la ciencia y de la tecnología, impartió en la Escuela de Ingenieros de Minas de Madrid un curso sobre " Historia de la Ciencia, la Tecnología y el Desarrollo", como curso de doctorado pero de acceso abierto al público en general. Desde 1992 fue miembro de la International Commission on the History of Geological Sciences(INHIGEO-UNESCO).

## Publicaciones
Entre sus muchas publicaciones, pueden destacarse varios libros en los que actuó como coordinador, además de como autor de alguno de los capítulos. También publicó artículos en revistas científicas, preferentemente en castellano en revistas españolas.
- Geología ambiental.[4]
- Reducción de los recursos hídricos en España por el posible Cambio Climático.[5] Aunque se trata de un artículo corto en una revista de circulación nacional, se considera un trabajo pionero  y referencia fundamental en la investigación sobre el cambio climático en España.[6]

- Historia de la tecnología en España.[7]
- Riesgos naturales.[8]